# Pedro Pablo Zamora
Pedro Pablo Zamora y Díaz (Havana 29 de fevereiro de 1972 — Miami, 11 de novembro de 1994) foi uma personalidade televisiva cubana-norte-americana. Educador e conscientizador sobre a HIV/AIDS, era abertamente homossexual e "HIV positivo". Promoveu a conscientização internacional para o HIV/AIDS e as questões LGBT mediante sua atuação no reality show da MTV The Real World: San Francisco.